# Eriachne major
Eriachne major là một loài thực vật có hoa trong họ Hòa thảo. Loài này được (Ewart & O.B.Davies) Lazarides mô tả khoa học đầu tiên năm 1995.